# Centro internazionale di studi gentiliani

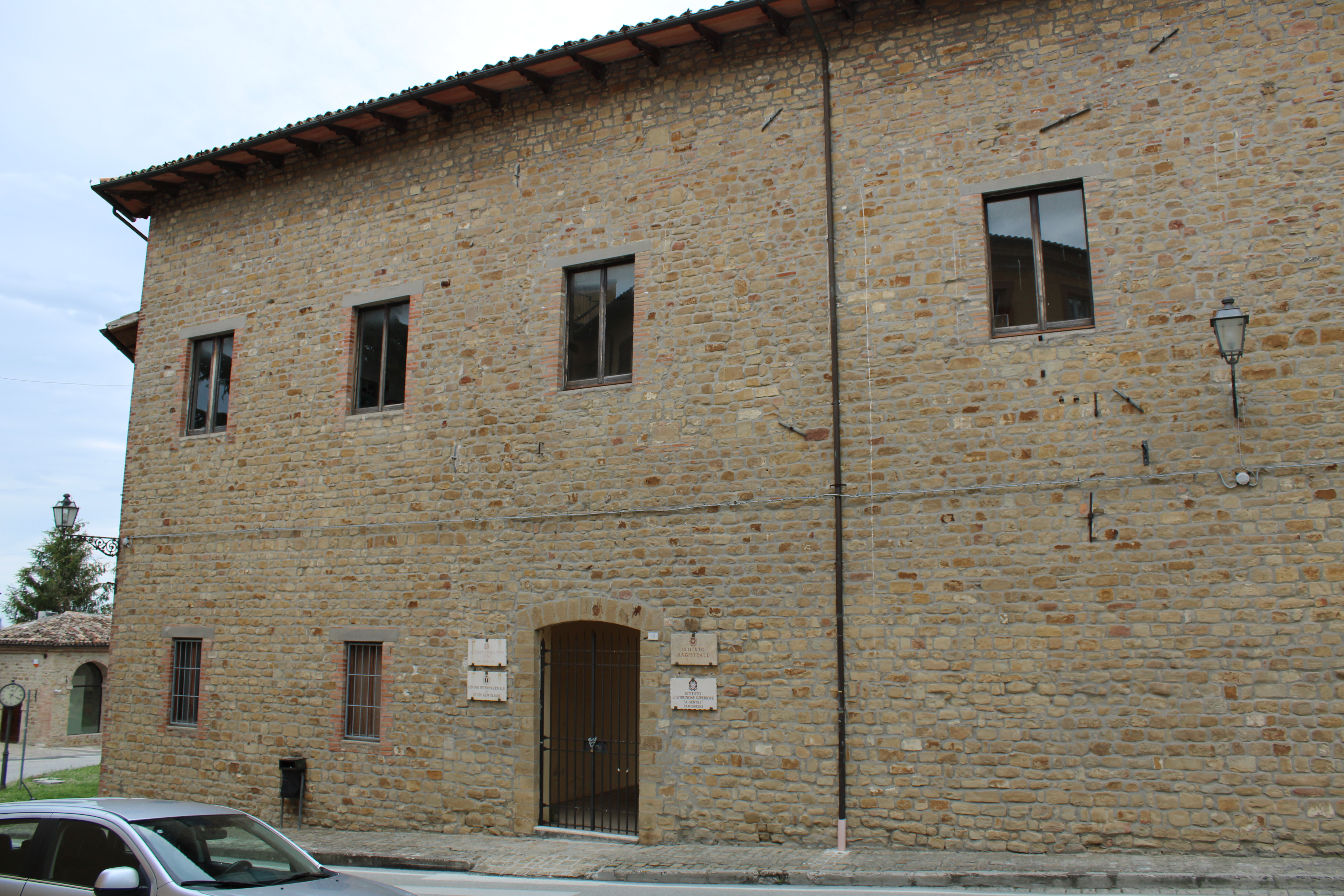
Sede del CISG

Il Centro Internazionale Studi Gentiliani (CISG) è stato fondato in San Ginesio nel 1981 per promuovere gli studi su Alberico Gentili, ritenuto uno dei padri fondatori del diritto internazionale. 

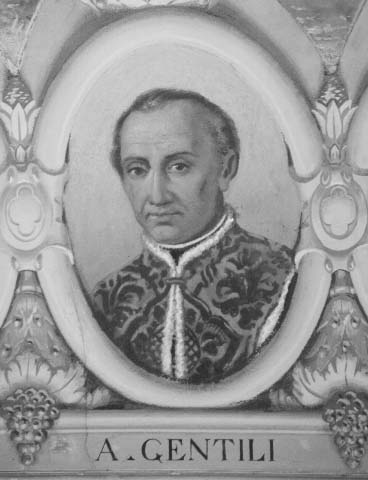
Alberico Gentili, padre del diritto internazionale.

Dal 2000 il CISG è membro della Società Italiana di Diritto Internazionale e dell'Unione Europea (SIDI).
Dal 2003, il Centro collabora con l'ISGI del CNR, e dal 2005 con il Centro Studi sui Diritti Umani di Napoli.
Dal 2012, il  Centro Internazionale Studi Gentiliani intrattiene una collaborazione scientifica e culturale con l'Università di Macerata, regolata da una Convenzione.

## Attività del centro
Missione principale del Centro è l'organizzazione con cadenza annuale di conferenze internazionali, denominate Giornate Gentiliane, che raccolgono e diffondono il frutto di contributi scientifici provenienti da fonti autorevoli nel mondo del diritto internazionale e della storia del diritto.
Il Centro organizza annualmente, in collaborazione con la Società Italiana di Diritto Internazionale e dell'Unione europea (SIDI), un Incontro dei dottorandi di diritto internazionale e dell'Unione Europea, in cui i dottorandi delle diverse università italiane, che sono selezionati sulla base di un bando, espongono i risultati delle loro ricerche.
In passato, il Centro era attivo anche nella formazione di studenti delle scuole superiori. Ogni anno un centinaio di studenti della provincia di Macerata effettuava una particolare esperienza di full immersion, per sperimentare metodi di apprendimento cooperativo al fine di approfondire problematiche giuridico-umanistico. L'attività si sostanziava nello svolgimento di Seminari denominati Incontri di Primavera, cosiddetti sia perché si rivolgono ad un pubblico giovane, sia perché si svolgono a San Ginesio in primavera.

## Il premioAlberico Gentili
Il Centro Internazionale di Studi Gentiliani bandisce annualmente un concorso per premi da assegnare a tesi di Laurea o di Dottorato su tematiche attinenti all'opera e al pensiero di Alberico Gentili.
Il concorso è aperto a studenti e dottorandi delle Facoltà universitarie italiane e straniere di Giurisprudenza, Scienze Politiche e Facoltà Letterarie.

## Opere e atti del Centro
Il Centro dispone di importanti fondi librari ed ha prodotto una serie di contributi dottrinari di interesse storico e giuridico. Di seguito si elencano le opere di maggiore significatività.
- Alberico Gentili giurista intellettuale globale. Atti del Convegno, 25 settembre 1983, Giuffré, Milano 1988.
- Alberico Gentili e la dottrina della guerra giusta nella prospettiva di oggi. Atti del Convegno, III Giornata Gentiliana, 17 settembre 1988, Giuffré, Milano 1991.
- Il diritto della guerra e della pace di Alberico Gentili. Atti del Convegno, IV Giornata Gentiliana, 21 settembre 1991, Giuffré, Milano 1995.
- Azione umanitaria ed intervento umanitario. Il parere del Comitato Internazionale della Croce Rossa - pensiero umanitario e intervento in Gentili. Atti del Convegno, VI Giornata Gentiliana,17 settembre 1994, Giuffré, Milano 1998.
- Alberico Gentili consiliatore. Atti del Convegno, V Giornata Gentiliana, 19 settembre 1992, di Alain Wijffels, Giuffré, Milano 1999.
- Alberico Gentili nel quarto centenario del "De Iure Belli". Atti del Convegno, VIII Giornata Gentiliana, 26-27-28 novembre 1998, Giuffré, Milano 2000.
- Alberico Gentili e il mondo extraeuropeo. Atti del Convegno, VII Giornata Gentiliana, 20 settembre 1997, di Benedict Kingsbury, Giuffré, Milano 2001.
- Alberico Gentili. Politica e religione nell'età delle guerre di religione. Atti del Convegno, II Giornata Gentiliana, 17 maggio 1987, di Diego Panizza, Giuffré, Milano 2002.
- Alberico Gentili. La soluzione pacifica delle controversie internazionali. Atti del Convegno, IX Giornata Gentiliana, 29-30 settembre 2000, Giuffré, Milano 2003.
- Alberico Gentili. L'ordine internazionale in un mondo a più civiltà. Atti del Convegno, X Giornata Gentiliana, 20-21 settembre 2002, Giuffré, Milano 2004.
- Alberico Gentili. L'uso della forza nel diritto internazionale. Atti del Convegno XI Giornata Gentiliana, 17-18 settembre 2004, Giuffré, Milano 2006.
- Alberico Gentili. La salvaguardia dei beni culturali nel diritto internazionale. Atti del Convegno XII Giornata Gentiliana, 22-23 settembre 2006, Giuffré, Milano 2008.
- «Ius Gentium Ius Communicationis Ius Belli». Alberico Gentili e gli orizzonti della modernità. Atti del Convegno di Macerata in occasione delle Celebrazioni del Quarto Centenario della morte di Alberico Gentili (1552-1608), Macerata 6-7 dicembre 2007, Giuffré, Milano 2009.